# Santa Inés de Zaragoza
Santa Inés de Zaragoza är en kommun i Mexiko.   Den ligger i delstaten Oaxaca, i den sydöstra delen av landet, 300 km sydost om huvudstaden Mexico City.
Följande samhällen finns i Santa Inés de Zaragoza:
- La Paz
- La Nopalera
- Barrio San Sebastián
- Carrizal